# Prižnica
Prížnica tudi kancel (zastarelo: léca) (lat. cancellus 'pregraja') je poseben del cerkve, kjer duhovnik vernikom podaja pridigo. Po navadi ima prižnica obliko majhnega balkona.
V prvotnem krščanstvu poseben prostor za pridiganje ni obstajal. Duhovnik je pridigo podajal po navadi pri ambonu - pultu za branje Božje besede.
Ko so cerkve postajale večje, sodobnega ozvočenja pa še ni bilo, se je pojavil problem slišnosti. Zato so začeli graditi prižnice v obliki balkona. Prižnica je bila po navadi locirana na levi strani glavne cerkvene ladje (gledano od vhoda proti oltarju). Pritrjena je bila na stransko steno ali še pogosteje na nosilni steber. Pri izbiri lokacije so arhitekti posvečali posebno pozornost slišnosti - pridigarja so morali dobro slišati vsi verniki v cerkvi. Nad prižnico so običajno postavili poseben nadstrešek, ki je tudi služil boljši slišnosti, saj je odbijal duhovnikov glas v smeri proti vernikom. Vedeti moramo, da je bila pridiga dolgo časa edini ljudem razumljivi del maše, saj je vse ostalo bogoslužje potekalo (v RKC) v latinščini.
Protestantizem je že ob svojem nastanku močno poudarjal vlogo besednega bogoslužja (branja Božje besede in pridiganja), zato so v protestantskih cerkvah prižnice pogosto pomaknjene v sredino glavnega oltarja oziroma nad glavni oltar, s čimer simbolizirajo centralno vlogo oznanjevanja.
V katolištvu je prišlo po drugem vatikanskem koncilu do večjih sprememb v zgradbi maše.  Po novem je duhovnik ves čas obrnjen proti vernikom in ves čas govori v ljudem razumljivem jeziku. Zato in pa seveda zaradi izuma ozvočenja je prižnica postala nepotrebna. V starejših cerkvah so prižnice večinoma ohranili zaradi umetniške vrednosti (ponekod so jih tudi podrli), v novejših rimskokatoliških cerkvah pa prižnic ni več. Danes katoliški duhovniki opravljajo vse besedno bogoslužje vključno s pridigo pri ambonu - bralnem pultu.

## Oblika
Prižnica ima strogo določeno obliko oziroma sestavne dele:
- noga,
- poligonalna ograja,
- stopnice,
- lupinasta strešica.

Posebne oblike pa so:
- ladjasta prižnica, v obliki ladje (po Luku 5); od leta 1725 dalje razširjena od Francije do Poljske;
- zunanja prižnica posebej značilna za Italijo; tudi pri romarskih cerkvah.